# 金由起子
金 由起子（こん ゆきこ、1977年9月20日 - ）は、北海道天塩町出身の女子社会人野球選手（一塁手）。右投げ右打ち、身長168cm、体重68kg。元札幌ホーネッツ所属（監督兼選手）、元女子野球日本代表（一塁手）、北海道栗山高等学校女子野球部監督。

## 経歴
- 天塩町立天塩小学校で野球を始めエースとして地区大会決勝まで進出、天塩町立天塩中学校まで軟式野球部に所属、北海道天塩高校進学後は硬式野球部と女子バレー部に所属、野球は公式戦に出場できなかったが女子硬式野球の北海道代表に選出、女子バレー部では地区大会準決勝まで進出し全国大会まであと一歩と迫った。
- 2001年から女子軟式野球クラブチームの札幌シェールズでプレー、2005年からは新設の女子社会人野球クラブチームの札幌ホーネッツでプレー。高校時代より女子硬式野球日本代表で4番打者を務め、第2回ワールドカップでの日本代表の初優勝に貢献し、その後5連覇した大会すべてに出場している。2014年には北海道新聞スポーツ大賞を受賞。2016年9月24日の日本ハム vs 楽天戦で始球式をした。その際の球速は97km/hで普段の練習では110km/hを出していた本人は相当悔しがっていた。
- 2022年、新設された北海道栗山高等学校女子硬式野球同好会の監督に就任[1][2]。

## 代表歴
- 2002年：第1回IBAF女子ワールドカップ日本代表（準優勝）
- 2006年：第2回IBAF女子ワールドカップ日本代表（優勝）
- 2008年：第3回IBAF女子ワールドカップ日本代表（優勝：大会ベストナイン）
- 2010年：第4回IBAF女子ワールドカップ日本代表（優勝：主将）
- 2012年：第5回IBAF女子ワールドカップ日本代表（優勝：チーム本塁打王）
- 2014年：第6回IBAF女子ワールドカップ日本代表（優勝：大会打点王）
- 2016年：第7回IBAF女子ワールドカップ日本代表（優勝）